# Lažiště
Lažiště är en ort i Tjeckien.   Den ligger i regionen Södra Böhmen, i den sydvästra delen av landet, 120 km söder om huvudstaden Prag. Lažiště ligger 661 meter över havet och antalet invånare är 306.
Terrängen runt Lažiště är huvudsakligen kuperad, men åt nordost är den platt. Runt Lažiště är det ganska glesbefolkat, med 22 invånare per kvadratkilometer. Närmaste större samhälle är Prachatice, 5,8 km sydost om Lažiště. I omgivningarna runt Lažiště växer i huvudsak blandskog.